# Santa Maria del Cedro
Santa Maria del Cedro – miejscowość i gmina we Włoszech, w regionie Kalabria, w prowincji Cosenza.
Według danych na rok 2004 gminę zamieszkuje 4828 osób, 268,2 os./km².